# Того на Светском првенству у атлетици на отвореном 2023.
Того је на 19. Светском првенству у атлетици на отвореном 2023. одржаном у Будимпешти од 19. до 27. августа деветнаести пут, односно, учествовао је на свим првенствима до данас. Представљала га је једна атлетичарка која се такмичила у трци на 100 метара препоне.,
На овом првенству такмичарка Тогоа није освојила ниједну медаљу нити је остварила неки резултат.

## Учесници
Жене: 
- Наоми Акакпо — 100 м препоне

## Резултати

### Жене
| Атлетичарка  | Дисциплина    | Лични рекорд | Квалификације | Квалификације | Полуфинале            | Полуфинале            | Финале                | Финале  | Детаљи |
| Атлетичарка  | Дисциплина    | Лични рекорд | Резултат      | Место         | Резултат              | Место                 | Резултат              | Место   | Детаљи |
| ------------ | ------------- | ------------ | ------------- | ------------- | --------------------- | --------------------- | --------------------- | ------- | ------ |
| Наоми Акакпо | 100 м препоне | 13,60        | 13,96         | 9. у гр. 4    | Није се квалификовала | Није се квалификовала | Није се квалификовала | 43 / 43 |        |